# Marcus Lollius Palicanus

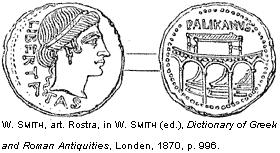
Munt van Marcus Lollius Palicanus met de rostra op de keerzijde.

Marcus Lollius Palicanus was een lid van de plebejische gens Lollia, afkomstig uit Picentium.
Als tribunus plebis in 71 v.Chr. zette hij zich in voor het herstel van de tribuni plebis hun bevoegdheden en privileges, die door Sulla serieus ingeperkt waren. Toen Gnaius Pompeius Magnus maior aan het eind van dat jaar terugkeerde na zijn overwinning op Sertorius, riep Palicanus een comitia bijeen buiten de poorten van Rome. Pompeius beloofde hun daar dat hij de tribunus plebis hun bevoegdheden in ere zou herstellen.
Deze belofte lost hij het volgende jaar als consul al in. Palicanus steunde tevens de lex iudiciaria van de praetor Lucius Aurelius Cotta, door dewelke de senatoren zich het exclusieve recht op te treden als rechters, en de rechtspraak werd gegeven aan gerechtshoven bestaande uit senatoren, equites en tribuni aerarii toe-eigenden. Hij trachtte de verontwaardiging van het volk tegen de aristocratie verder aan te wakkeren door te verhalen over het tiranniek en wreed gedrag van Verres. En om nog meer indruk op hen te maken, liet hij een Romeins burger die geschonden was door Verres naar voren brengen. Dergelijke hevige oppositie, tezamen met zijn nederige afkomst, maakte hem uitzonderlijk gehaat bij de aristocratie. En daarom, toen hij kandidaat was voor het consulaat in 67 v.Chr., weigerde de consul Piso, die de comitia voorzat, zijn naam uit te spreken indien hij zou worden verkozen.
In 64 v.Chr. werd hij weer verwacht als kandidaat. Maar ondanks het feit dat hij populair geweest blijkt te zijn, had hij zichzelf niet genoeg geprofileerd om zijn nederige afkomst te doen vergeten en de harde oppositie van de aristocratie te kunnen breken.
De laatste keer dat er melding van hem gemaakt wordt, is in 60 v.Chr., toen hij - zo wordt gezegd - bijna elke dag de consul Afranius zou hebben mishandeld.
Zijn retorisch talent is misschien wat te fel bekritiseerd geweest omwille van partijpolitiek. Cicero zegt het volgende over hem: Palicanus aptissimus auribus imperitorum ("Palicanus (was) geschikter voor de ongeschoolde oren"), en Sallustius beschrijft hem als loquax magis quam facundus.
De Lollia, die de echtgenote van Aulus Gabinius was en was uitgekomen bij Gaius Iulius Caesar, wordt verondersteld de dochter van Palicanus te zijn.

## Referentie
- W. Smith, art. Palicanus, in W. Smith (ed.), Dictionary of Greek and Roman Biography and Mythology, Londen, 1870, III, pp. 92-93.